# Nová Ves u Chýnova
Nová Ves u Chýnova é uma comuna checa localizada na região da Boêmia do Sul, distrito de Tábor.